# Celâl Sılay
Pour les articles homonymes, voir Sılay.
 (novembre 2023).
La mise en forme du texte ne suit pas les recommandations de Wikipédia : il faut le « wikifier ».
Les points d'amélioration suivants sont les cas les plus fréquents. Le détail des points à revoir est peut-être précisé sur la page de discussion.
- Les titres sont pré-formatés par le logiciel. Ils ne sont ni en capitales, ni en gras.
- Le texte ne doit pas être écrit en capitales (les noms de famille non plus), ni en gras, ni en italique, ni en « petit »…
- Le gras n'est utilisé que pour surligner le titre de l'article dans l'introduction, une seule fois.
- L'italique est rarement utilisé : mots en langue étrangère, titres d'œuvres, noms de bateaux, etc.
- Les citations ne sont pas en italique mais en corps de texte normal. Elles sont entourées par des guillemets français : « et ».
- Les listes à puces sont à éviter, des paragraphes rédigés étant largement préférés. Les tableaux sont à réserver à la présentation de données structurées (résultats, etc.).
- Les appels de note de bas de page (petits chiffres en exposant, introduits par l'outil «  Source ») sont à placer entre la fin de phrase et le point final[comme ça].
- Les liens internes (vers d'autres articles de Wikipédia) sont à choisir avec parcimonie. Créez des liens vers des articles approfondissant le sujet. Les termes génériques sans rapport avec le sujet sont à éviter, ainsi que les répétitions de liens vers un même terme.
- Les liens externes sont à placer uniquement dans une section « Liens externes », à la fin de l'article. Ces liens sont à choisir avec parcimonie suivant les règles définies. Si un lien sert de source à l'article, son insertion dans le texte est à faire par les notes de bas de page.
- La présentation des références doit suivre les conventions bibliographiques. Il est recommandé d'utiliser les modèles {{Ouvrage}}, {{Chapitre}}, {{Article}}, {{Lien web}} et/ou {{Bibliographie}}. Le mode d'édition visuel peut mettre en forme automatiquement les références.
- Insérer une infobox (cadre d'informations à droite) n'est pas obligatoire pour parachever la mise en page.

Pour une aide détaillée, merci de consulter Aide:Wikification.
Si vous pensez que ces points ont été résolus, vous pouvez retirer ce bandeau et améliorer la mise en forme d'un autre article.
Celâl Sılay est un poète, essayiste et nouvelliste turc.
Il est né à Bursa en 1914. Son nom complet est Mehmet Celâl Sılay. Il a utilisé le pseudonyme d'Ahmed Selâmi Sel dans certaines de ses œuvres . Après avoir obtenu son diplôme du lycée militaire Bursa Işıklar (1929), il a été suspendu de l'école et transféré au lycée militaire Kuleli au motif qu'il était indiscipliné et souffrait de troubles psychologiques. Comme les mêmes problèmes persistaient au lycée militaire de Kuleli, il quitta cet endroit et obtint son diplôme du lycée Istiklâl d'Istanbul (1934). Il a fréquenté l'Université d'Istanbul, Faculté des Lettres, Département de Philosophie pendant un certain temps, mais n'a pas terminé ses études. Durant ses années de lycée, ses amis le surnommaient "Cheval Napoléon".
Celal Sılay a commencé sa carrière comme journaliste au journal Vatan en 1940. Il a travaillé comme rédacteur en chef du Tasvir-i Efkar en 1944, du Ticaret Postası en 1951, du journal Yeni Memleket de 1952 à 1956 et comme auteur de blagues dans le Yeni Gazete entre 1957 et 1958.
Les poèmes de Celâl Sılay ont été publiés dans le magazine Yücel entre 1939 et 1940, dans le magazine İnkılâpçı Gençlik en 1941 et dans le magazine Demet en 1943. Il vécut quelque temps en France (1949-50). Entre 1949 et 1950, il écrit des articles sur la vie parisienne dans le magazine Her Hafta. Ses poèmes et articles ont été publiés dans le magazine Büyük Doğu en 1950. Après 1954, il publie le magazine Doğu-West, qui paraît par intermittence pendant 28 numéros jusqu'en 1966. Ses poèmes ont été publiés dans le magazine Esi en 1956. Il a publié 105 numéros du magazine Yeni İnsan de 1963 à 1971. Il a eu une vie difficile financièrement car il n’a jamais eu de revenu régulier de son travail. Il est décédé d'une crise cardiaque dans son appartement à Şişli le 7 septembre 1974 et son corps n'a été retrouvé que quelques jours plus tard. Il a été enterré au cimetière de Zincirlikuyu, à Istanbul ,,.
Selon Celâl Sılay, l'émotion et l'idée doivent être ensemble dans la poésie, et la poésie doit faire appel à la fois au cœur et à l'intelligence. Il soutient que rassembler des mots dans une simple harmonie ne peut pas être de la poésie et que la poésie est un outil pour ceux qui ont quelque chose à dire. Selon lui, l’harmonie de la poésie et la beauté créée par la musique ne suffisent pas à elles seules, et c’est une grave erreur de considérer la poésie comme composée uniquement de musique. Parce que ce n’est pas la musique qui touche le cœur, mais le sens du poème. Sılay estime que la poésie doit se développer selon la tradition. Il estime que la poésie qui n'a aucun lien avec la tradition est sans fondement. Selon Sılay, la poésie doit se développer et se renouveler en incorporant des éléments de tradition. Il pense que les mots utilisés dans la poésie doivent être choisis avec soin et avoir un sens, et que les mots qui assombrissent l'âme ne doivent pas être préférés. Selon lui, les mots doivent évoquer le bonheur, l’amour et l’optimisme. Dans ce contexte, il pense que la forme est importante en poésie. Considérant la poésie comme un art des mots, Sılay soutient que chaque mot doit être traité avec la minutie d'un bijoutier. Parce que les mots forment la structure extérieure de la poésie, et plus cette structure est parfaite, plus le talent artistique sera fort.
On voit que Sılay écrit ses poèmes de différentes manières. Alors qu'il a écrit beaucoup de ses poèmes avec une métrique syllabique et un certain schéma de rimes, il a écrit certains de ses poèmes dans un style libre et d'autres dans le style rubai. Il préconise que la langue utilisée dans la poésie et dans toutes les œuvres d'art soit simple, claire et claire, et il utilise un turc simple, courant et clair dans ses histoires, anecdotes, essais et poèmes ,,,,.

## Livres de poésie
- Çöl Yolcuları (1934)
- Dört Kapı (1934)
- Lâcivert Işıklar (1934)
- Ebedî Renkler (1936)
- Mısralar (1937)
- Merhamet Şiirleri 1939-1943 (1943)
- Acaba (1945)
- Sonra? (1946)
- Boşlukta Duran Taş (1948)
- Zaman ile Yarış (1956)
- Adamca (1959)
- Doğa (1965)
- Aşk Dialektiği (1967)
- Şimdi Geldin Şimdi Gittin (1968)
- Küpe Destanı (1968)
- İlişki Deyimleri (1969)
- Karşın (1971)
- Ayrılamam senden(1996)
- Hüsran Filizleri: Toplu Şiirler (2000)

## Livres d'essai
- Değinmeler (1966)
- Kişi-Birey (1967)
- Yorum (1968)
- Söz-Eylem (1969)
- Üçüncü Dönem (1971)

## Livre d'histoires
- Zorunla Somut (1969)